# Sân vận động Gran Parque Central
Sân vận động Gran Parque Central (tiếng Tây Ban Nha: Estadio Gran Parque Central), thường chỉ là Parque Central, là sân vận động của Club Nacional de Football. Sân nằm ở Montevideo, Uruguay, gần trụ sở chính của Nacional (chính xác là giữa các đường Carlos Anaya, Jaime Cibils, General Urquiza và Comandante Braga), trong khu phố La Blanqueada. Ở sân vận động này, Nacional chơi hầu hết các trận đấu trên sân nhà.
Sân vận động này là một trong những địa điểm của Giải vô địch bóng đá thế giới 1930, và sân là sân diễn ra một trong những trận đấu đầu tiên trong lịch sử của Giải vô địch bóng đá thế giới (khi ở bảng D, Hoa Kỳ đánh bại Bỉ 3—0 vào ngày 13 tháng 7 năm 1930). Sự thật lịch sử này đã được FIFA ghi nhớ trong hai lần: 1987 và 2005. Cùng lúc đó, một trận đấu khác được diễn ra tại Sân vận động Pocitos hiện đã không còn tồn tại, giữa Pháp và México, nơi bàn thắng đầu tiên tại World Cup được ghi. Sân vận động có bốn khán đài chính: Tribuna José María Delgado (Bắc), Tribuna Atilio García (Nam), Tribuna Abdón Porte (Tây), Tribuna Héctor Scarone (Đông), được đặt theo tên của các cầu thủ Nacional nổi tiếng (như Atilio García, Abdón Porte và Hécor Scarone) và một chủ tịch câu lạc bộ (José María Delgado).